# Herakliusz (współcesarz bizantyński)
Herakliusz – panował jako współcesarz w Cesarstwie Bizantyńskim od 26 kwietnia 659 roku, koronowany 16 września 671 do 681 roku. 